# Utricularia blanchetii
Utricularia blanchetii ist eine Pflanzenart aus der Gattung der Wasserschläuche (Utricularia) innerhalb der Familie der Wasserschlauchgewächse (Lentibulariaceae). Diese fleischfressende Pflanzenart wächst terrestrisch bzw. lithophytisch. Dieser Endemit kommt im Zentrum des brasilianischen Bundesstaates Bahia vor.

## Beschreibung

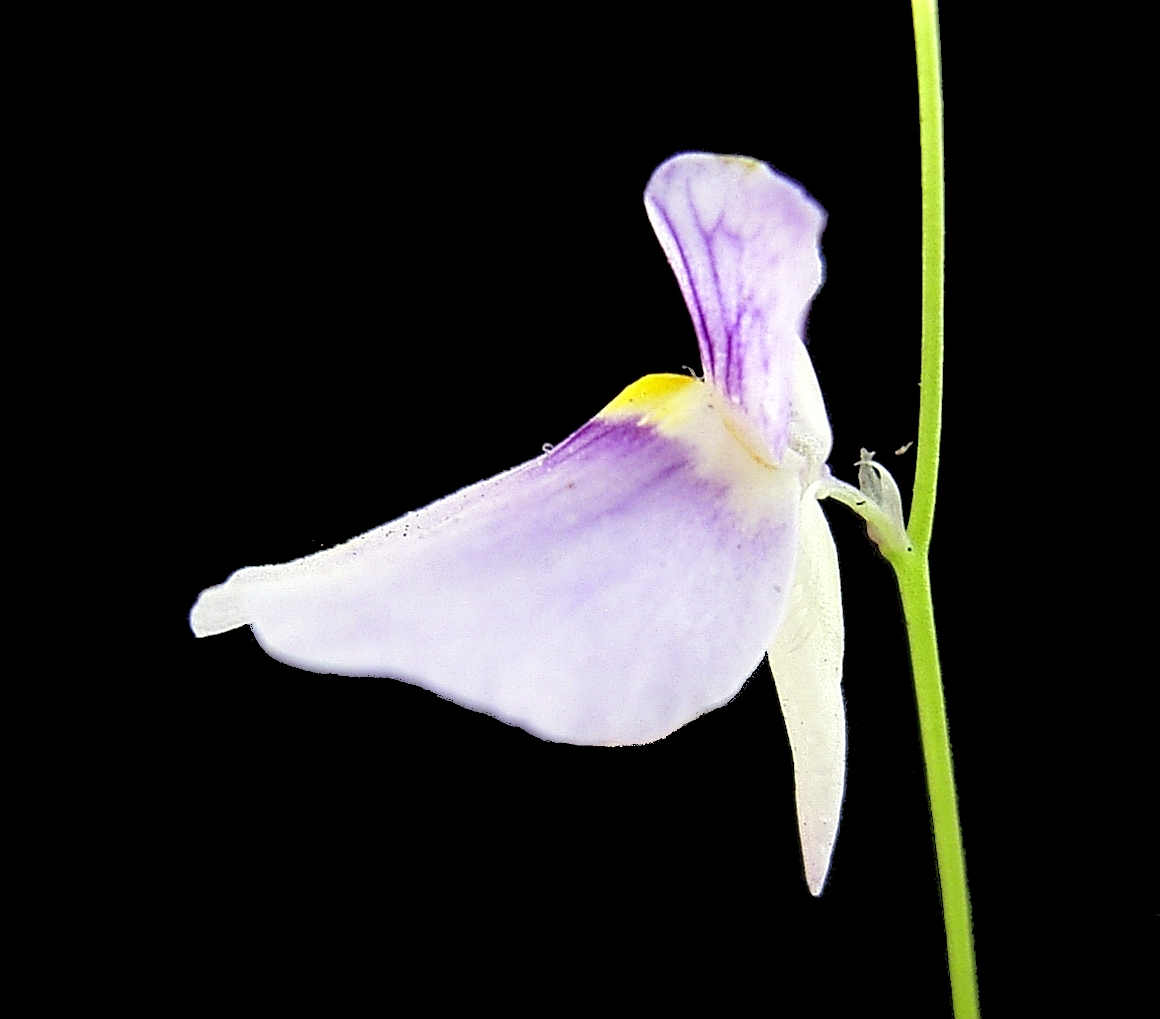
Zygomorphe Blüte mit Sporn

### Erscheinungsbild
Utricularia blanchetii ist eine krautige Pflanze, ob sie ein- oder mehrjährig ist, ist noch nicht gesichert. Ohne Blütenstand erinnert ein Bestand von Utricularia blanchetii in ihrem bodenbedeckenden Wachstum stark an eine Art Moos oder Gras. Am Ansatz der Blütenstandsschäfte bildet sie einige wenige Rhizoide.

### Stolonen und Fallen
Die zahlreichen, bis zu 10 Millimeter langen und 0,1 bis 0,15 Millimeter dicken, verzweigten Stolonen sind mit zahlreichen eiförmigen, ungefähr 0,25 mm langen, gestielten Fallen versehen, die an ihrer Öffnung ein einzelnes, zurückgebogenes, ahlenförmiges Anhängsel tragen und ein weiteres, gespaltenes, nach vorn gekrümmtes an ihrer Spitze.

### Blatt
Aus den Stolonen wachsen gestielte Laubblätter, die ebenfalls Fallen tragen. Die dunkelgrüne Blattspreite ist bei einer Länge von bis zu 8 Millimetern sowie einer Breite von 0,1 bis 0,25 Millimetern sehr schmal linealisch. Die Nebenblätter sind bei einer Länge von bis zu 1,5 Millimetern ei- bis deltaförmig, laufen spitz zu und sind stark gezähnt.

### Blütenstand und Blüte
Die Blütezeit reicht von Februar bis August. Der 6 bis 15 Zentimeter lange, aufrechte Blütenstandsschaft ist zylindrisch schmal, dünn, kahl und an der Basis papillös. Bodennah finden sich daran mehrere, winzige Schuppenblätter, die ei- bis deltaförmig sind. Ein bis sechs Blüten stehen locker in einem traubigen Blütenstand.
Die zwittrigen Blüten sind bei einer Länge von 10 bis 15 Millimetern sowie einer Breite von bis zu 9 Millimetern zygomorph und fünfzählig mit doppelter Blütenhülle. Die Blütenkrone ist blassblau bis lilafarben mit einem weiß-gelben Saftmal.

### Frucht und Samen
Die bei einem Durchmesser von etwa 2 Millimetern runde Kapselfrucht öffnet sich beim Trocknen entlang einer einzelnen, vertikalen Sollbruchstelle und gibt viele Samen frei. Die Samen sind bei einer Länge von etwa 0,2 Millimetern eiförmig.

## Vorkommen
Utricularia blanchetii ist im Zentrum des brasilianischen Bundesstaates Bahia endemisch. Sie gedeiht in Höhenlagen von 850 bis 1750 Metern in feuchtem Sand, zwischen Felsen und an Bächen.

## Systematik
Die Erstbeschreibung von Utricularia blanchetii erfolgte 1844 durch Alphonse Pyrame de Candolle in Prodromus Systematis Naturalis Regni Vegetabilis, 8, Seite 13. Das Artepitheton blanchetii ehrt den Schweizer Pflanzensammler Jacques Samuel Blanchet.
Die Art Utricularia blanchetii gehört zur Sektion Oligocista aus der Untergattung Aranella in der Gattung Utricularia.

## Bilder

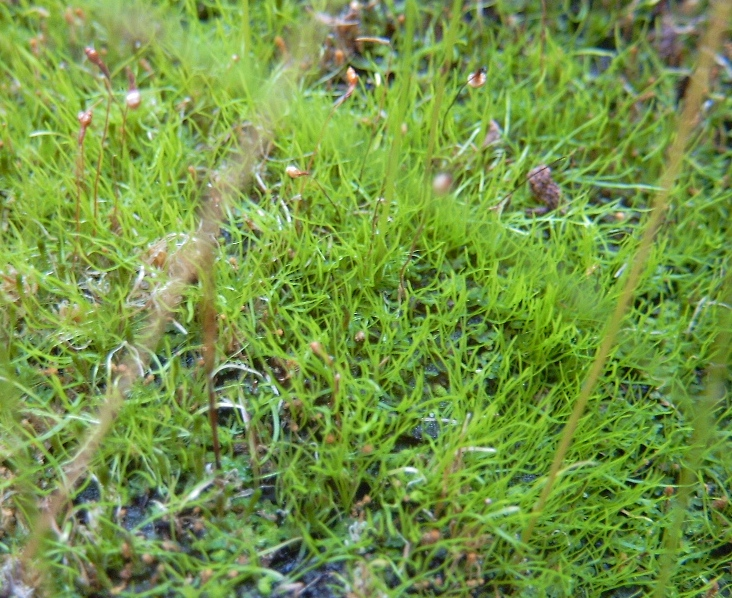
Habitus
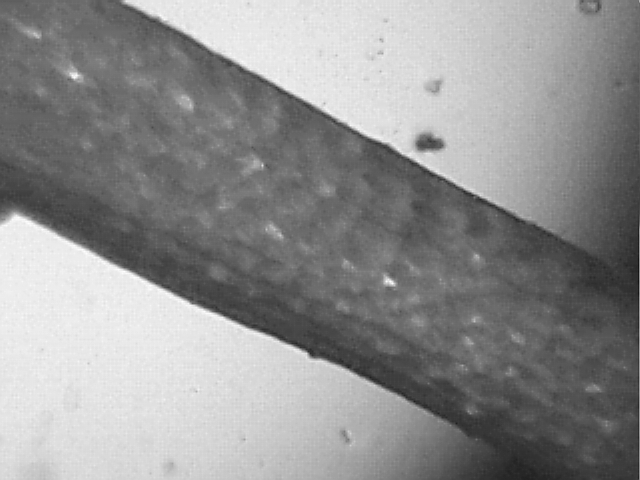
Stolon
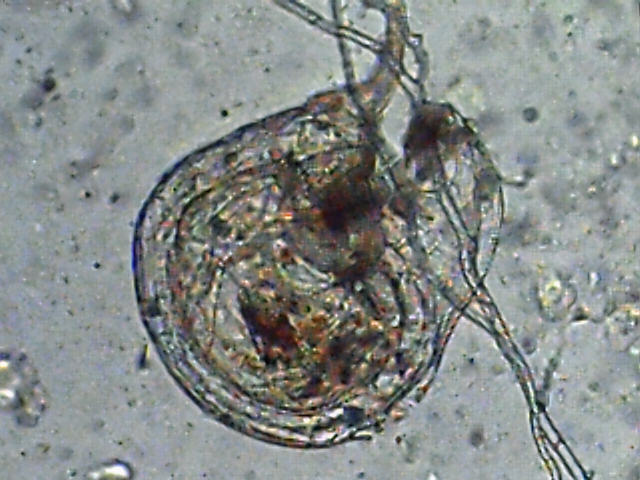
Falle
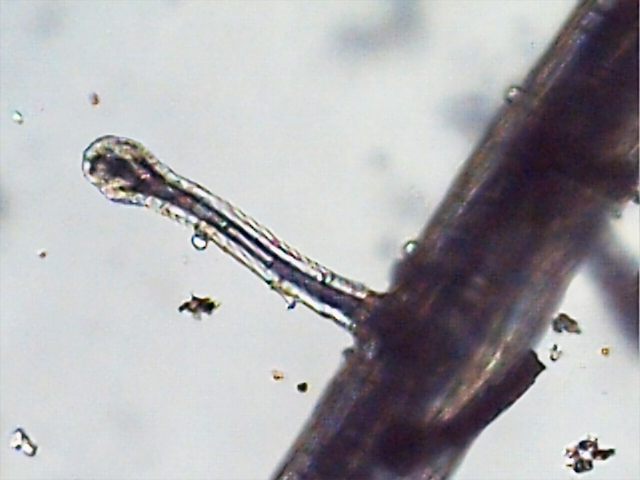
Wachsende Falle